# A vallás Indiában
India területéről ered két nagy világvallás, a hinduizmus és a buddhizmus, valamint két másik szintén jelentős vallás, a dzsainizmus és a szikhizmus is, de az ország kulturális fejlődését alapvetően befolyásolta az első évezredben megjelent zoroasztrizmus, továbbá az iszlám, a kereszténység és a zsidó vallás is.
India mindennapjaiban a vallás igen fontos szerepet játszik. Meghatározza az emberek gondolkodását és viselkedését éppúgy mint a közösségi életet és a politikát.

## Vallási megoszlás
A lakosság megoszlása a 2011-es népszámlálás alapján:
- hindu 79,8%
- muszlim 14,2%,
- keresztény 2,3%,
- szikh 1,7%,
- buddhista 0,7%
- dzsaina 0,4%
- agnosztikus, ateista 0,7%

Az indiaiak vallási megoszlásának változása 1951 és 2011 között a lakosság százalékában:
| Vallás     | Népesség % 1951 | Népesség % 1961 | Népesség % 1971 | Népesség % 1981 | Népesség % 1991 | Népesség % 2001 | Népesség % 2011 |
| ---------- | --------------- | --------------- | --------------- | --------------- | --------------- | --------------- | --------------- |
| Hindu      | 84,1%           | 83,45%          | 82,73%          | 82,30%          | 81,53%          | 80,46%          | 79,80%          |
| Iszlám     | 9,8%            | 10,69%          | 11,21%          | 11,75%          | 12,61%          | 13,43%          | 14,23%          |
| Keresztény | 2,3%            | 2,44%           | 2,60%           | 2,44%           | 2,32%           | 2,34%           | 2,30%           |
| Szikh      | 1,79%           | 1,79%           | 1,89%           | 1,92%           | 1,94%           | 1,87%           | 1,72%           |
| Buddhista  | 0,74%           | 0,74%           | 0,70%           | 0,70%           | 0,77%           | 0,77%           | 0,70%           |
| Dzsaina    | 0,46%           | 0,46%           | 0,48%           | 0,47%           | 0,40%           | 0,41%           | 0,37%           |
| Párszi     | 0,13%           | 0,09%           | 0,09%           | 0,09%           | 0,08%           | 0,06%           | n/a             |
| Más        | 0,43%           | 0,43%           | 0,41%           | 0,42%           | 0,44%           | 0,72%           | 0,9%            |

## Vallások

### Térképek
| - A hinduk aránya a lakosság százalékában (2001-ben) - A muszlimok aránya (2011) - A keresztények aránya a lakosság százalékában (2011) - Szikhek, buddhisták, dzsainok aránya (1909) |

### A hinduizmus
A legjellegzetesebb indiai vallásokat a nyugatiak nevezték el hinduizmusnak. A korábbi századokban Európában még bráhmanizmus néven emlegették, a papokról, a bráhmanokról.
A hinduizmus olyan vallás, amelyet nem egy bizonyos személy alapított, hanem a külső körülmények hatására jött létre. A hinduizmus különböző indiai vallások laza szövetsége, amelyek közös tana a karma, dharma és a lélekvándorlás. A karma és a lélekvándorlás tana alapján az ember lelke a halál után nem pusztul el, hanem újjászületik (szanszára). Hogy valaki milyen körülmények közé születik újjá, azt előző életének cselekedetei határozzák meg.
A hinduizmus nem alakított ki olyan dogmatikai rendszert, mint a többi világvallás. Valamennyi világvallás közül a legegyetemesebb, amely a többi értékeit is megbecsüli és mindazt, amit a többiben igaznak lát, bekebelezi. Nem kényszerít senkit arra, hogy egy bizonyos dogmát vagy az imádat egy bizonyos formáját elfogadja. Más vallásoktól eltérően nem jelenti ki, hogy a végső megszabadulás (vagy üdvözülés) csakis egy úton érhető el. A vallási életnek a Földön kialakult csaknem valamennyi megjelenési formáját felöleli. A hinduizmus vallási nyitottsága közismert; messzemenőig toleráns és liberális.
Legrégebbi forrásai a Védák. A Védák az ind vallás kinyilatkoztatott szent iratai, hasonló jelentőséggel felruházva, mint a keresztények Bibliája. Legjelentősebb és legfontosabb részei a különböző istenekhez intézett, az áldozásnál ünnepélyesen előadott himnuszok, vallásos énekek és szertartási előírások. Keletkezését a Krisztus előtti évezredekre teszik.
Ísvara (Isten) megnyilvánulásának hármassága (trimúrti): Brahma, a teremtő, Visnu, a megtartó, és Siva, a romboló és megújító isten. Minden főistenséghez alsóbb rangú istenek és szellemek sokasága tartozik (dévák), akiknek többféle neve, megjelenési formája és inkarnációja (testet öltése) is lehet.
Ma a hinduizmus fő irányzatai: vaisnavizmus (visnuizmus), saivizmus, saktizmus. A vaisnavizmus egyik ága a neohindu Krisna-tudat.
lásd még:
- Hindu templom és Púdzsá (vallási gyakorlat)
- Hindu panteon (Isten és az istenségek a hinduizmusban)
- Vallási specialisták: szádhu, szvámi, szannjászí, jógi
- Szanszkrit szójegyzék (vallási fogalmak)
- A hinduizmus és a kereszténység összehasonlítása
- A buddhizmus és a hinduizmus összehasonlítása

| \| Régió / Állam \| Hinduk számban \| Összes lakos \| A hinduk az összlakosság százalékában \| \| ---------------------------- \| -------------- \| ------------- \| ------------------------------------- \| \| India \| 966,378,868 \| 1,210,910,328 \| 79,8% \| \| Himácsal Prades \| 6,532,765 \| 6,864,602 \| 95,17% \| \| Dadra és Nagar Haveli \| 322,857 \| 343,709 \| 93,93% \| \| Orisza \| 39,300,341 \| 41,974,218 \| 93,63% \| \| Cshattíszgarh \| 23,819,789 \| 25,545,198 \| 93,25% \| \| Madhja Prades \| 66,007,121 \| 72,626,809 \| 90,89% \| \| Daman és Diu \| 220,150 \| 243,247 \| 90,50% \| \| Gudzsarát \| 45,143,074 \| 50,671,017 \| 90,09% \| \| Rádzsasztán \| 60,657,103 \| 68,548,437 \| 88,49% \| \| Ándhra Prades \| 74,824,149 \| 84,580,777 \| 88,46% \| \| Tamilnádu \| 63,188,168 \| 72,147,030 \| 87,58% \| \| Harijána \| 22,171,128 \| 25,351,462 \| 87,46% \| \| Puduccseri \| 1,089,409 \| 1,247,953 \| 87,30% \| \| Karnátaka \| 51,317,472 \| 61,095,297 \| 84,00% \| \| Tripura \| 3,063,903 \| 3,673,917 \| 83,40% \| \| Uttarakhand \| 8,368,636 \| 10,086,292 \| 82,97% \| \| Bihár \| 86,078,686 \| 104,099,452 \| 82,69% \| \| Delhi \| 13,712,100 \| 16,787,941 \| 81,68% \| \| Csandígarh \| 852,574 \| 1,055,450 \| 80,78% \| \| Mahárástra \| 89,703,057 \| 112,374,333 \| 79,83% \| \| Uttar Prades \| 159,312,654 \| 199,812,341 \| 79,73% \| \| Nyugat-Bengál \| 64,385,546 \| 91,276,115 \| 70,54% \| \| Andamán- és Nikobár-szigetek \| 264,296 \| 380,581 \| 69,45% \| \| Dzshárkhand \| 22,376,051 \| 32,988,134 \| 67,83% \| \| Goa \| 963,877 \| 1,458,545 \| 66,08% \| \| Asszám \| 19,180,759 \| 31,205,576 \| 61,47% \| \| Szikkim \| 352,662 \| 610,577 \| 57,76% \| \| Kerala \| 18,282,492 \| 33,406,061 \| 54,73% \| \| Manipur \| 1,181,876 \| 2,855,794 \| 41,39% \| \| Pandzsáb \| 10,678,138 \| 27,743,338 \| 38,49% \| \| Arunácsal Prades \| 401,876 \| 1,383,727 \| 29,04% \| \| Dzsammu és Kasmír \| 3,566,674 \| 12,541,302 \| 28,43% \| \| Meghálaja \| 342,078 \| 2,966,889 \| 11,53% \| \| Nágaföld \| 173,054 \| 1,978,502 \| 8,75% \| \| Laksadíva \| 1,788 \| 64,473 \| 2,77% \| \| Mizoram \| 30,136 \| 1,097,206 \| 2,75% \| |                |               |                                       |
| Régió / Állam | Hinduk számban | Összes lakos  | A hinduk az összlakosság százalékában |
| India | 966,378,868    | 1,210,910,328 | 79,8%                                 |
| Himácsal Prades | 6,532,765      | 6,864,602     | 95,17%                                |
| Dadra és Nagar Haveli | 322,857        | 343,709       | 93,93%                                |
| Orisza | 39,300,341     | 41,974,218    | 93,63%                                |
| Cshattíszgarh | 23,819,789     | 25,545,198    | 93,25%                                |
| Madhja Prades | 66,007,121     | 72,626,809    | 90,89%                                |
| Daman és Diu | 220,150        | 243,247       | 90,50%                                |
| Gudzsarát | 45,143,074     | 50,671,017    | 90,09%                                |
| Rádzsasztán | 60,657,103     | 68,548,437    | 88,49%                                |
| Ándhra Prades | 74,824,149     | 84,580,777    | 88,46%                                |
| Tamilnádu | 63,188,168     | 72,147,030    | 87,58%                                |
| Harijána | 22,171,128     | 25,351,462    | 87,46%                                |
| Puduccseri | 1,089,409      | 1,247,953     | 87,30%                                |
| Karnátaka | 51,317,472     | 61,095,297    | 84,00%                                |
| Tripura | 3,063,903      | 3,673,917     | 83,40%                                |
| Uttarakhand | 8,368,636      | 10,086,292    | 82,97%                                |
| Bihár | 86,078,686     | 104,099,452   | 82,69%                                |
| Delhi | 13,712,100     | 16,787,941    | 81,68%                                |
| Csandígarh | 852,574        | 1,055,450     | 80,78%                                |
| Mahárástra | 89,703,057     | 112,374,333   | 79,83%                                |
| Uttar Prades | 159,312,654    | 199,812,341   | 79,73%                                |
| Nyugat-Bengál | 64,385,546     | 91,276,115    | 70,54%                                |
| Andamán- és Nikobár-szigetek | 264,296        | 380,581       | 69,45%                                |
| Dzshárkhand | 22,376,051     | 32,988,134    | 67,83%                                |
| Goa | 963,877        | 1,458,545     | 66,08%                                |
| Asszám | 19,180,759     | 31,205,576    | 61,47%                                |
| Szikkim | 352,662        | 610,577       | 57,76%                                |
| Kerala | 18,282,492     | 33,406,061    | 54,73%                                |
| Manipur | 1,181,876      | 2,855,794     | 41,39%                                |
| Pandzsáb | 10,678,138     | 27,743,338    | 38,49%                                |
| Arunácsal Prades | 401,876        | 1,383,727     | 29,04%                                |
| Dzsammu és Kasmír | 3,566,674      | 12,541,302    | 28,43%                                |
| Meghálaja | 342,078        | 2,966,889     | 11,53%                                |
| Nágaföld | 173,054        | 1,978,502     | 8,75%                                 |
| Laksadíva | 1,788          | 64,473        | 2,77%                                 |
| Mizoram | 30,136         | 1,097,206     | 2,75%                                 |

### Az iszlám
Az első muszlim betörések Észak-Indiába zsákmányszerző rabló-hadjáratok voltak, amelyek során sok hindu templom megsemmisült; sok hindut megöltek, vagy rabszolgává tettek, ennek ellenére ezeknek az expedícióknak nem volt semmiféle kulturális következménye. A Mohamed próféta vallásának eszmevilága csak azután kezdett hatást gyakorolni a hindukra, hogy a muszlim uralkodók megalapították India területén saját birodalmukat, és számos hindut az iszlám vallásra térítettek. Ennek azonban a hindu vallás egésze szempontjából nem volt mélyreható jelentősége.
A 16. században hatalomra kerülő mogulok idején szerveződött az ország először egységes iszlám irányítású birodalommá, de a muszlim uralkodók ekkor sem törekedtek a hindu lakosság erőszakos áttérítésére. Gyakorlatilag a saját vallásukkal szemben kötöttek kompromisszumot, hiszen a "hitetleneket" törvényeik szerint halállal büntethették volna. A 17. században Aurangzeb került hatalomra, és népszerűtlen intézkedéseket hozott a hindukkal szemben (pl. külön adókat vetett ki rájuk), amellyel jelentősen meggyengítette az addig jól prosperáló muszlim hatalmat.
Az angol gyarmatosítók eleinte az oszd meg és uralkodj! elvét követve profitáltak a vallási szembenállásból. A 20. század közepén India brit uralom alóli felszabadulásával a hindu többségű országrészből vált le a muszlim (Nyugat-)Pakisztán és Kelet-Pakisztán (későbbi Banglades).
Az iszlám jelentése: az Isten iránti odaadás. Hívei egyetlen Istent ismernek el (akit ők Allah-nak neveznek), aki mindennek a teremtője, mindenható, láthatatlan és örökkévaló. Hitvallásuk, amely az iszlámhoz való tartozás feltétele, így szól: "Nincs más Isten Allahon kívül, és Mohamed az Ő küldötte."
A legfontosabb vallási kötelességeket az iszlám öt tartópillérének nevezik. Ezek a következők:
- Hit Istenben és az Ő prófétájában
- Rituális ima naponta ötször, Mekka felé fordulva.
- Böjt a ramadán havában.
- Szegényadó (adomány) vallási és jótékonysági célokra.
- Mekkai zarándoklat, legalább egyszer a hívő életében (ha ezt anyagilag megengedheti).

Ezeken kívül még számos előírás szabályozza a hívők életét.
Az iszlám szerint Allah előtt minden ember egyenlő, ezért az indiai muzulmánok nem fogadják el a kasztrendszert.
| \| Állam \| Népesség \| Muszlimok számban \| Muszlimok százalékban \| \| ---------------------------- \| ------------- \| ----------------- \| --------------------- \| \| India \| 1,210,854,977 \| 172,245,158 \| 14,2% \| \| Andamán- és Nikobár-szigetek \| 379,944 \| 31,915 \| 8,4% \| \| Ándhra Prades, Telangána \| 84,580,777 \| 8,128,661 \| 9,6% \| \| Arunácsal Prades \| 1,382,611 \| 27,652 \| 2,0% \| \| Asszám \| 31,169,272 \| 10,659,891 \| 34,2% \| \| Bihár \| 103,804,637 \| 17,542,984 \| 16,9% \| \| Csandígarh \| 1,054,686 \| 50,625 \| 4,8% \| \| Cshattíszgarh \| 25,540,196 \| 510,804 \| 2,0% \| \| Dadra és Nagar Haveli \| 342,853 \| 13,028 \| 3,8% \| \| Daman és Diu \| 242,911 \| 18,947 \| 7,8% \| \| Delhi \| 16,753,235 \| 2,161,167 \| 12,9% \| \| Goa \| 1,457,723 \| 122,449 \| 8,4% \| \| Gudzsarát \| 60,383,628 \| 5,857,212 \| 9,7% \| \| Harijána \| 25,353,081 \| 1,774,716 \| 7,0% \| \| Himácsal Prades \| 6,856,509 \| 150,843 \| 2,2% \| \| Dzsammu és Kasmír \| 12,548,926 \| 8,570,916 \| 68,3% \| \| Dzshárkhand \| 32,966,238 \| 4,780,104 \| 14,5% \| \| Karnátaka \| 61,130,704 \| 7,885,861 \| 12,9% \| \| Kerala \| 33,387,677 \| 8,881,122 \| 26,6% \| \| Laksadíva \| 64,429 \| 61,981 \| 96,2% \| \| Madhja Prades \| 72,597,565 \| 4,791,439 \| 6,6% \| \| Mahárástra \| 112,372,972 \| 12,922,892 \| 11,5% \| \| Manipur* \| 2,721,756 \| 228,627 \| 8,4% \| \| Meghálaja \| 2,964,007 \| 130,416 \| 4,4% \| \| Mizoram \| 1,091,014 \| 15,274 \| 1,4% \| \| Nágaföld \| 1,980,602 \| 49,515 \| 2,5% \| \| Orisza \| 41,947,358 \| 922,842 \| 2,2% \| \| Puduccseri \| 1,244,464 \| 75,912 \| 6,1% \| \| Pandzsáb \| 27,704,236 \| 526,380 \| 1,9% \| \| Rádzsasztán \| 68,621,012 \| 6,244,512 \| 9,1% \| \| Szikkim \| 607,688 \| 9,723 \| 1,6% \| \| Tamilnádu \| 72,138,958 \| 4,256,199 \| 5,9% \| \| Tripura \| 3,671,032 \| 315,709 \| 8,6% \| \| Uttar Prades \| 199,581,477 \| 38,519,225 \| 19,3% \| \| Uttarakhand \| 10,116,752 \| 1,406,229 \| 13,9% \| \| Nyugat-Bengál \| 91,347,736 \| 24,663,889 \| 27,0% \| |               |                   |                       |
| Állam | Népesség      | Muszlimok számban | Muszlimok százalékban |
| India | 1,210,854,977 | 172,245,158       | 14,2%                 |
| Andamán- és Nikobár-szigetek | 379,944       | 31,915            | 8,4%                  |
| Ándhra Prades, Telangána | 84,580,777    | 8,128,661         | 9,6%                  |
| Arunácsal Prades | 1,382,611     | 27,652            | 2,0%                  |
| Asszám | 31,169,272    | 10,659,891        | 34,2%                 |
| Bihár | 103,804,637   | 17,542,984        | 16,9%                 |
| Csandígarh | 1,054,686     | 50,625            | 4,8%                  |
| Cshattíszgarh | 25,540,196    | 510,804           | 2,0%                  |
| Dadra és Nagar Haveli | 342,853       | 13,028            | 3,8%                  |
| Daman és Diu | 242,911       | 18,947            | 7,8%                  |
| Delhi | 16,753,235    | 2,161,167         | 12,9%                 |
| Goa | 1,457,723     | 122,449           | 8,4%                  |
| Gudzsarát | 60,383,628    | 5,857,212         | 9,7%                  |
| Harijána | 25,353,081    | 1,774,716         | 7,0%                  |
| Himácsal Prades | 6,856,509     | 150,843           | 2,2%                  |
| Dzsammu és Kasmír | 12,548,926    | 8,570,916         | 68,3%                 |
| Dzshárkhand | 32,966,238    | 4,780,104         | 14,5%                 |
| Karnátaka | 61,130,704    | 7,885,861         | 12,9%                 |
| Kerala | 33,387,677    | 8,881,122         | 26,6%                 |
| Laksadíva | 64,429        | 61,981            | 96,2%                 |
| Madhja Prades | 72,597,565    | 4,791,439         | 6,6%                  |
| Mahárástra | 112,372,972   | 12,922,892        | 11,5%                 |
| Manipur* | 2,721,756     | 228,627           | 8,4%                  |
| Meghálaja | 2,964,007     | 130,416           | 4,4%                  |
| Mizoram | 1,091,014     | 15,274            | 1,4%                  |
| Nágaföld | 1,980,602     | 49,515            | 2,5%                  |
| Orisza | 41,947,358    | 922,842           | 2,2%                  |
| Puduccseri | 1,244,464     | 75,912            | 6,1%                  |
| Pandzsáb | 27,704,236    | 526,380           | 1,9%                  |
| Rádzsasztán | 68,621,012    | 6,244,512         | 9,1%                  |
| Szikkim | 607,688       | 9,723             | 1,6%                  |
| Tamilnádu | 72,138,958    | 4,256,199         | 5,9%                  |
| Tripura | 3,671,032     | 315,709           | 8,6%                  |
| Uttar Prades | 199,581,477   | 38,519,225        | 19,3%                 |
| Uttarakhand | 10,116,752    | 1,406,229         | 13,9%                 |
| Nyugat-Bengál | 91,347,736    | 24,663,889        | 27,0%                 |

### A kereszténység
A hagyomány szerint az 1. században Jézus apostola, Tamás vitte először a megváltás keresztény üzenetét Indiába. Újabb kutatások szerint inkább a 4. századra tehető a kereszténység megjelenése itt, amikor is egy szíriai kereskedő négyszáz családot telepített le Keralában, amely után létrejött a szír-malabár kereszténység. Mindenesetre a középkor végén, a Vasco da Gamát követő portugálok számára meglepő volt itt a kereszténységgel találkozni. A helyiek elmondták az újonnan érkezetteknek, hogy Jézust ismerik, de a pápáról sohasem hallottak, és ez megnehezítette a későbbi helyzetüket a portugálok uralma alatt.
A kereszténység kezdetben a Malabár-parton, majd ezen kívül főleg Goa államban, továbbá India déli felében terjedt el. Ma az északkeleti államokban (Nágaföld, Mizoram, Meghálaja) uralkodó vallás.
Megközelítőleg a hívők kétharmada protestáns és keleti keresztény, kb. egyharmada római katolikus.
lásd még:
- Kereszténység
- Kereszténység Indiában
- A kereszténység és a hinduizmus összehasonlítása

| \| Állam \| Népesség \| A keresztények aránya (%) \| A keresztények számban \| \| ---------------------------- \| ------------- \| ------------------------- \| ---------------------- \| \| India \| 1,210,854,977 \| 2.30 \| 27,819,588 \| \| Nágaföld \| 1,978,502 \| 87.93 \| 1,739,651 \| \| Mizoram \| 1,097,206 \| 87.16 \| 956,331 \| \| Meghálaja \| 2,966,889 \| 74.59 \| 2,213,027 \| \| Manipur \| 2,855,794 \| 41.29 \| 1,179,043 \| \| Arunácsal Prades \| 1,383,727 \| 30.26 \| 418,732 \| \| Goa \| 1,458,545 \| 25.10 \| 366,130 \| \| Andamán- és Nikobár-szigetek \| 380,581 \| 21.28 \| 80,984 \| \| Kerala \| 33,406,061 \| 18.38 \| 6,141,269 \| \| Szikkim \| 610,577 \| 9.91 \| 60,522 \| \| Puduccseri \| 1,247,953 \| 6.29 \| 78,550 \| \| Tamilnádu \| 72,147,030 \| 6.12 \| 4,418,331 \| \| Tripura \| 3,673,917 \| 4.35 \| 159,882 \| \| Dzshárkhand \| 32,988,134 \| 4.30 \| 1,418,608 \| \| Asszám \| 31,205,576 \| 3.74 \| 1,165,867 \| \| Orisza \| 41,974,218 \| 2.77 \| 1,161,708 \| \| Cshattíszgarh \| 25,545,198 \| 1.92 \| 490,542 \| \| Karnátaka \| 61,095,297 \| 1.87 \| 1,142,647 \| \| Dadra és Nagar Haveli \| 343,709 \| 1.49 \| 5,113 \| \| Ándhra Prades \| 84,580,777 \| 1.34 \| 1,129,784 \| \| Pandzsáb \| 27,743,338 \| 1.26 \| 348,230 \| \| Daman és Diu \| 243,247 \| 1.16 \| 2,820 \| \| Mahárástra \| 112,374,333 \| 0.96 \| 1,080,073 \| \| Delhi \| 16,787,941 \| 0.87 \| 146,093 \| \| Csandígarh \| 1,055,450 \| 0.83 \| 8,720 \| \| Nyugat-Bengál \| 91,276,115 \| 0.72 \| 658,618 \| \| Gudzsarát \| 60,439,692 \| 0.52 \| 316,178 \| \| Laksadíva \| 64,473 \| 0.49 \| 317 \| \| Uttarakhand \| 10,086,292 \| 0.37 \| 37,781 \| \| Madhja Prades \| 72,626,809 \| 0.29 \| 213,282 \| \| Dzsammu és Kasmír \| 12,541,302 \| 0.28 \| 35,631 \| \| Harijána \| 25,351,462 \| 0.20 \| 50,353 \| \| Uttar Prades \| 199,812,341 \| 0.18 \| 356,448 \| \| Himácsal Prades \| 6,864,602 \| 0.18 \| 12,646 \| \| Rádzsasztán \| 68,548,437 \| 0.14 \| 96,430 \| \| Bihár \| 104,099,452 \| 0.12 \| 129,247 \| |               |                           |                        |
| Állam | Népesség      | A keresztények aránya (%) | A keresztények számban |
| India | 1,210,854,977 | 2.30                      | 27,819,588             |
| Nágaföld | 1,978,502     | 87.93                     | 1,739,651              |
| Mizoram | 1,097,206     | 87.16                     | 956,331                |
| Meghálaja | 2,966,889     | 74.59                     | 2,213,027              |
| Manipur | 2,855,794     | 41.29                     | 1,179,043              |
| Arunácsal Prades | 1,383,727     | 30.26                     | 418,732                |
| Goa | 1,458,545     | 25.10                     | 366,130                |
| Andamán- és Nikobár-szigetek | 380,581       | 21.28                     | 80,984                 |
| Kerala | 33,406,061    | 18.38                     | 6,141,269              |
| Szikkim | 610,577       | 9.91                      | 60,522                 |
| Puduccseri | 1,247,953     | 6.29                      | 78,550                 |
| Tamilnádu | 72,147,030    | 6.12                      | 4,418,331              |
| Tripura | 3,673,917     | 4.35                      | 159,882                |
| Dzshárkhand | 32,988,134    | 4.30                      | 1,418,608              |
| Asszám | 31,205,576    | 3.74                      | 1,165,867              |
| Orisza | 41,974,218    | 2.77                      | 1,161,708              |
| Cshattíszgarh | 25,545,198    | 1.92                      | 490,542                |
| Karnátaka | 61,095,297    | 1.87                      | 1,142,647              |
| Dadra és Nagar Haveli | 343,709       | 1.49                      | 5,113                  |
| Ándhra Prades | 84,580,777    | 1.34                      | 1,129,784              |
| Pandzsáb | 27,743,338    | 1.26                      | 348,230                |
| Daman és Diu | 243,247       | 1.16                      | 2,820                  |
| Mahárástra | 112,374,333   | 0.96                      | 1,080,073              |
| Delhi | 16,787,941    | 0.87                      | 146,093                |
| Csandígarh | 1,055,450     | 0.83                      | 8,720                  |
| Nyugat-Bengál | 91,276,115    | 0.72                      | 658,618                |
| Gudzsarát | 60,439,692    | 0.52                      | 316,178                |
| Laksadíva | 64,473        | 0.49                      | 317                    |
| Uttarakhand | 10,086,292    | 0.37                      | 37,781                 |
| Madhja Prades | 72,626,809    | 0.29                      | 213,282                |
| Dzsammu és Kasmír | 12,541,302    | 0.28                      | 35,631                 |
| Harijána | 25,351,462    | 0.20                      | 50,353                 |
| Uttar Prades | 199,812,341   | 0.18                      | 356,448                |
| Himácsal Prades | 6,864,602     | 0.18                      | 12,646                 |
| Rádzsasztán | 68,548,437    | 0.14                      | 96,430                 |
| Bihár | 104,099,452   | 0.12                      | 129,247                |

### A szikhizmus

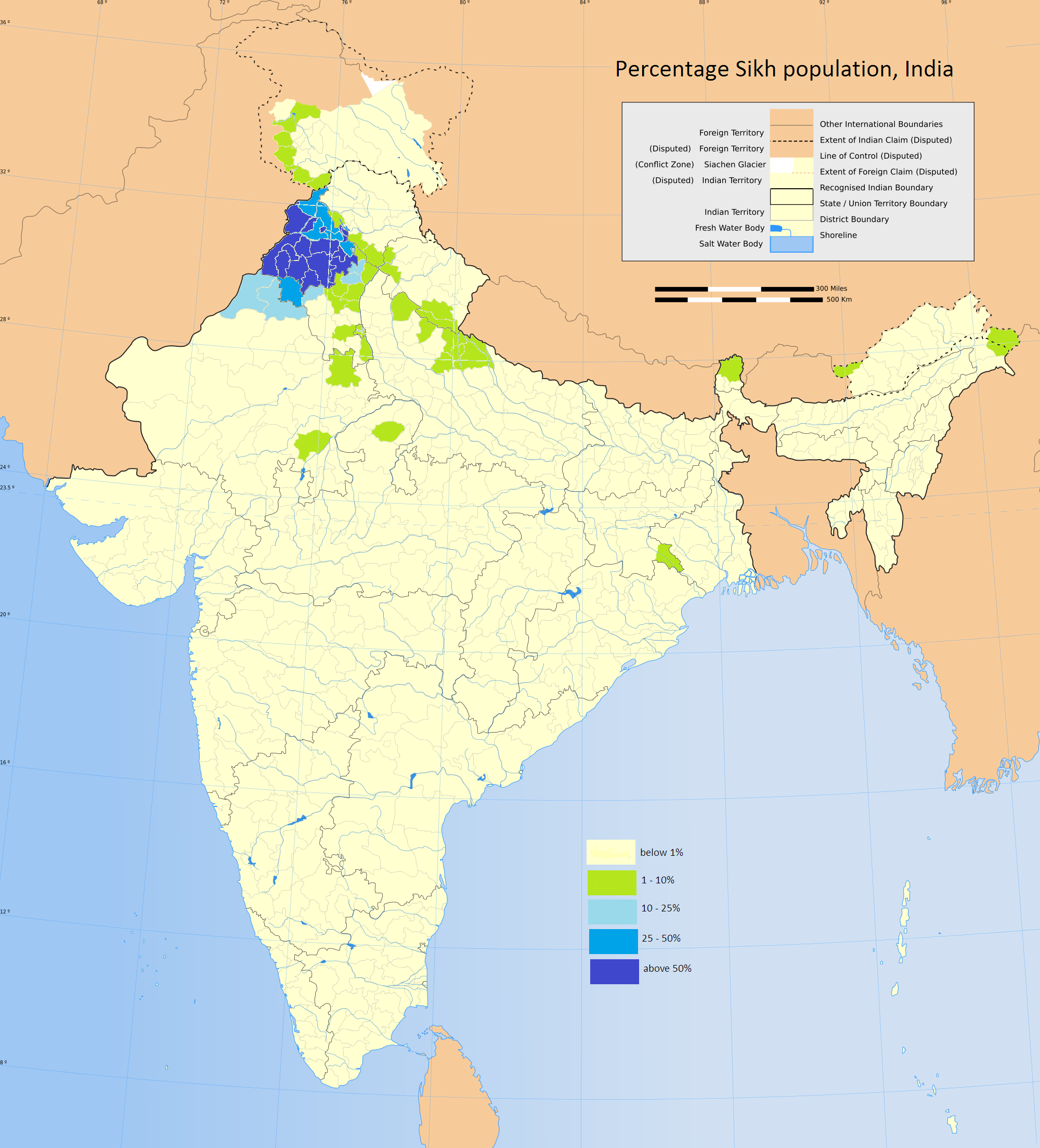
A szikhek aránya a lakosság százalékában (Census 2011)

A szikhizmus a 16. század elején fejlődött ki a hindu és muszlim vallásháborúk környezetében. Az iszlámból átvette az egyistenhitet, a hinduktól a reinkarnációt és a nirvána létezését. A történetében tíz guru (szellemi vezető) volt, akik mint Isten és az emberek közti közvetítők léptek fel. A 10. mester után jelent meg a szikh szentírás, az Ádi Granth. Az alapító Nának guru nem tartotta a többi vallást értéktelennek, ám úgy vélte, hogy a rituálé részleteire és külsőségeire fordított túlzott figyelmük az Istennel való kapcsolat gátja. 
A szikhek jellegzetes külsejükről ismerhetők meg, mert turbánban járnak, hajukat és szakállukat nem vágják. A tiszta szikh követője nem dohányzik, nem iszik alkoholt, nem játszik szerencsejátékot. Legnagyobb részük ÉNy-Indiában él.
A szikheknek nem kell lemondaniuk a világról; Isten által kijelölt útjukat a mindennapi életben kell megtalálniuk. Így a hindu ásramákkal (életszakaszok) ellentétben a szikhek a családfő szerepet tartják ideálisnak egy életen át. 

### A dzsainizmus
Az irányzat az i. e. 6. században vált el a hinduizmustól önálló hit- és filozófiai rendszerként. A legaszketikusabb vallás Indiában. Nagy részük északnyugaton és Delhiben él. 4-5 millió követője van.
A dzsain, pontosabban a dzsaina a Dzsina követőjét jelenti, azokat az embereket, akik legyőzték alantas természetüket, szenvedélyüket, gyűlöletüket stb. A dzsain kifejezés a dzsina szóból ered, mely "győztes"-t jelent. Ez a szenvedélyek legyőzését jelenti, nem más nemzetek leigázását.  A szenvedélyeket a lélek ellenségeinek tartják, mivel beszennyezik a lélek veleszületett minőségeit, valamint hamis tudáshoz és helytelen viselkedéshez vezetnek. A főbb szenvedélyek a kéjvágy, a harag, a büszkeség és a kapzsiság. 
A dzsain világnézet alapja az értelem, valamint a helyes hit, a helyes tudás, a helyes viselkedés (Három Ékkő), mindez könyörületességgel ötvözve. A dzsain filozófia tanítását az alantas emberi természet legyőzésére alapozza, amely elengedhetetlenül szükséges az igazság felismeréséhez. 
A dzsainizmus minden élőlény egyetemes testvériségét és egyenlőségét hirdeti; emellett a legnagyobb önfegyelem gyakorlására buzdítja követőit. A tisztaság vagy tökéletesség állapota csak az emberi életben érhető el a Három Ékkő révén.
E vallás öt nagy fogadalma: az élet és az élőlények tisztelete, a nem-ártás (ahimsza), az igazmondás (szatja), az idegen tulajdon tisztelete (asztéja), nemi önmegtartóztatás (brahmacsarja) és a tulajdonról való lemondás (aparigraha).
| Állam         | Dzsainizmus hívei (becslés) | A lakosság százalékában (%) |
| ------------- | --------------------------- | --------------------------- |
| Mahárástra    | 1,400,349                   | 1,2%                        |
| Rádzsasztán   | 622,023                     | 0,9%                        |
| Gudzsarát     | 579,654                     | 0,9%                        |
| Madhja Prades | 567,028                     | 0,8%                        |
| Karnátaka     | 440,280                     | 0,7%                        |
| Uttar Prades  | 213,267                     | 0,1%                        |
| Delhi         | 166,231                     | 1,0%                        |

### A parszizmus
A párszik a muszlim üldözés elől Indiába menekült zoroasztriánusok. Az első párszik a 8. században telepdtek le Indiában. Ma a hívők nagy része Mumbaiban és Gudzsarát államban él.
Zarathustra tanítása alapján a világot jó és rossz erők irányítják és az ember élete a helyes irány kiválasztásából áll. Az ember halála után a lelke kiszabadul és Mithrász ítélőszéke elé kerül. A megmérettetése után a jók az örök fény honába, a gonoszok a kárhozatra kerülnek.

### A buddhizmus
A buddhizmus világvallás, amely az ősi Magadha nagyfejedelemség (ma Bihár, India) területén és korában fejlődött ki, Gautama Sziddhártha herceg megvilágosodása után. A történelmi Buddha idejében is már elkezdett terjedni a dharma, Buddha tanításai.
A Maurja Birodalom buddhista császára, Asóka idején a buddhizmus két ágra szakadt: mahászánghika és szthaviraváda. Mindkettő elterjedt Indiában, miközben több apró szektára bomlottak szét. A buddhizmus különálló és szervezett vallásként történő gyakorlása vesztett a jelentőségéből a Gupta Birodalom pusztulása után (7. század), sőt a 13. századtól kezdve még a buddhizmus származási helyén is hanyatlásnak indult - jóllehet mély nyomokat hagyva maga után. Ma a buddhizmus gyakorlása Indiában egyedül a Himalája-közeli területeken jelentős - például Ladak, Arunácsal Prades és Szikkim. Az országban az elmúlt évszázad óta fellendülőben van a buddhizmus, köszönhetően a nagy számú indiai értelmiséginek, akik a buddhista gyakorlatokat választják; a sok tibeti menekült bevándorlónak; valamint annak a több százezer dalit (kaszt) hindunak, akik tömegével váltottak át a buddhizmusra.

### A judaizmus
Az első zsidók valószínűleg az i. e. 6. században kereskedőként érkeztek a mai Kerala tengerpartjára. Nagyobb letelepülő csoportok a római–zsidó háború után, vagyis a zsidó állam megszűnése után érkeztek Indiába. Ma elsősorban a nagyvárosokban és azok környékén koncentrálódnak zsidó közösségek (Mumbai, Kochi, Calicut, Kalkutta, Delhi, Bangalore stb.) Számuk 10-100 ezer fő közé tehető.

## Vallási megoszlás államonként
A vallási megoszlás a 2001-es felmérés alapján:
| India | Hinduk | Muszlimok | Keresztények | Szikhek | Buddhisták | Dzsainák | Egyéb |
| ----- | ------ | --------- | ------------ | ------- | ---------- | -------- | ----- |
| India | 80,5%  | 13,4%     | 2,3%         | 1,9%    | 0,8%       | 0,4%     | 0,7%  |

| Állam             | Hinduk | Muszlimok | Keresztények | Szikhek | Buddhisták | Dzsainák | Egyéb |
| ----------------- | ------ | --------- | ------------ | ------- | ---------- | -------- | ----- |
| Ándhra Prades     | 89,0%  | 9,2%      | 1,6%         | 0,0%    | 0,0%       | 0,1%     | 0,1%  |
| Arunácsal Prades  | 34,6%  | 1,9%      | 18,7%        | 0,2%    | 13,0%      | 0,0%     | 31,6% |
| Asszám            | 64,9%  | 30,9%     | 3,7%         | 0,1%    | 0,2%       | 0,1%     | 0,1%  |
| Bihár             | 83,2%  | 16,5%     | 0,1%         | 0,0%    | 0,0%       | 0,0%     | 0,2%  |
| Cshattíszgarh     | 94,7%  | 2,0%      | 1,9%         | 0,3%    | 0,3%       | 0,3%     | 0,5%  |
| Goa               | 65,8%  | 6,8%      | 26,7%        | 0,1%    | 0,0%       | 0,1%     | 0,5%  |
| Gudzsarát         | 89,1%  | 9,1%      | 0,6%         | 0,1%    | 0,0%       | 1,0%     | 0,1%  |
| Harijána          | 88,2%  | 5,8%      | 0,1%         | 5,5%    | 0,0%       | 0,3%     | 0,1%  |
| Himácsal Prades   | 95,4%  | 2,0%      | 0,1%         | 1,2%    | 1,2%       | 0,0%     | 0,1%  |
| Dzsammu és Kasmír | 29,6%  | 67,0%     | 0,2%         | 2,0%    | 1,1%       | 0,0%     | 0,1%  |
| Dzshárkhand       | 68,6%  | 13,8%     | 4,1%         | 0,3%    | 0,0%       | 0,1%     | 13,3% |
| Karnátaka         | 83,9%  | 12,2%     | 1,9%         | 0,0%    | 0,7%       | 0,8%     | 0,5%  |
| Kerala            | 56,2%  | 24,7%     | 19,0%        | 0,0%    | 0,0%       | 0,0%     | 0,1%  |
| Madhja Prades     | 91,1%  | 6,4%      | 0,3%         | 0,2%    | 0,3%       | 0,9%     | 0,8%  |
| Mahárástra        | 80,4%  | 10,6%     | 1,1%         | 0,2%    | 6,0%       | 1,3%     | 0,4%  |
| Manipur           | 46,0%  | 8,8%      | 34,0%        | 0,1%    | 0,1%       | 0,1%     | 10,9% |
| Meghálaja         | 13,3%  | 4,3%      | 70,3%        | 0,1%    | 0,2%       | 0,0%     | 11,8% |
| Mizoram           | 3,6%   | 1,1%      | 87,0%        | 0,0%    | 7,9%       | 0,0%     | 0,4%  |
| Nágaföld          | 7,7%   | 1,8%      | 90,0%        | 0,1%    | 0,1%       | 0,1%     | 0,2%  |
| Orisza            | 94,4%  | 2,1%      | 2,4%         | 0,0%    | 0,0%       | 0,0%     | 1,1%  |
| Pandzsáb          | 36,9%  | 1,6%      | 1,2%         | 59,9%   | 0,2%       | 0,2%     | 0,0%  |
| Rádzsasztán       | 88,8%  | 8,5%      | 0,1%         | 1,4%    | 0,0%       | 1,2%     | 0,0%  |
| Szikkim           | 60,9%  | 1,4%      | 6,7%         | 0,2%    | 28,1%      | 0,0%     | 2,7%  |
| Tamilnádu         | 88,1%  | 5,6%      | 6,1%         | 0,0%    | 0,0%       | 0,1%     | 0,1%  |
| Tripura           | 85,6%  | 8,0%      | 3,2%         | 0,0%    | 3,1%       | 0,0%     | 0,1%  |
| Uttarakhand       | 85,0%  | 11,9%     | 0,3%         | 2,5%    | 0,1%       | 0,1%     | 0,1%  |
| Uttar Prades      | 80,6%  | 18,5%     | 0,1%         | 0,4%    | 0,2%       | 0,1%     | 0,1%  |
| Nyugat-Bengál     | 72,5%  | 25,2%     | 0,6%         | 0,1%    | 0,3%       | 0,1%     | 1,0%  |

| Szövetségi terület      | Hinduk | Muszlimok | Keresztények | Szikhek | Buddhisták | Dzsainák | Egyéb |
| ----------------------- | ------ | --------- | ------------ | ------- | ---------- | -------- | ----- |
| Andaman és Nicobar szk. | 69,2%  | 8,2%      | 21,7%        | 0,4%    | 0,1%       | 0,0%     | 0,4%  |
| Csandígarh              | 78,6%  | 3,9%      | 0,8%         | 16,1%   | 0,1%       | 0,3%     | 0,2%  |
| Dadra és Nagar Haveli   | 93,5%  | 3,0%      | 2,7%         | 0,1%    | 0,2%       | 0,4%     | 0,1%  |
| Daman és Diu            | 89,7%  | 7,8%      | 2,1%         | 0,1%    | 0,1%       | 0,2%     | 0,0%  |
| Delhi                   | 82,0%  | 11,7%     | 0,9%         | 4,0%    | 0,2%       | 1,1%     | 0,1%  |
| Laksadíva               | 3,7%   | 95,5%     | 0,8%         | 0,0%    | 0,0%       | 0,0%     | 0,0%  |
| Puduccseri              | 86,8%  | 6,1%      | 6,9%         | 0,0%    | 0,0%       | 0,1%     | 0,1%  |

## Képek

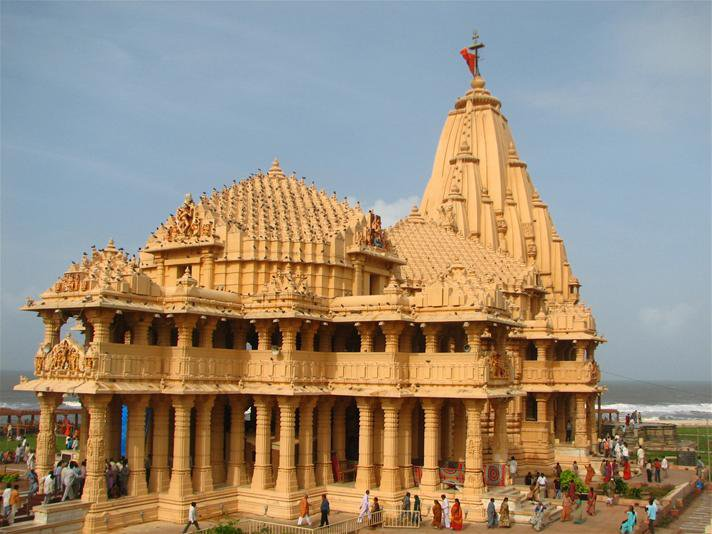
Hindu templom, Somnath
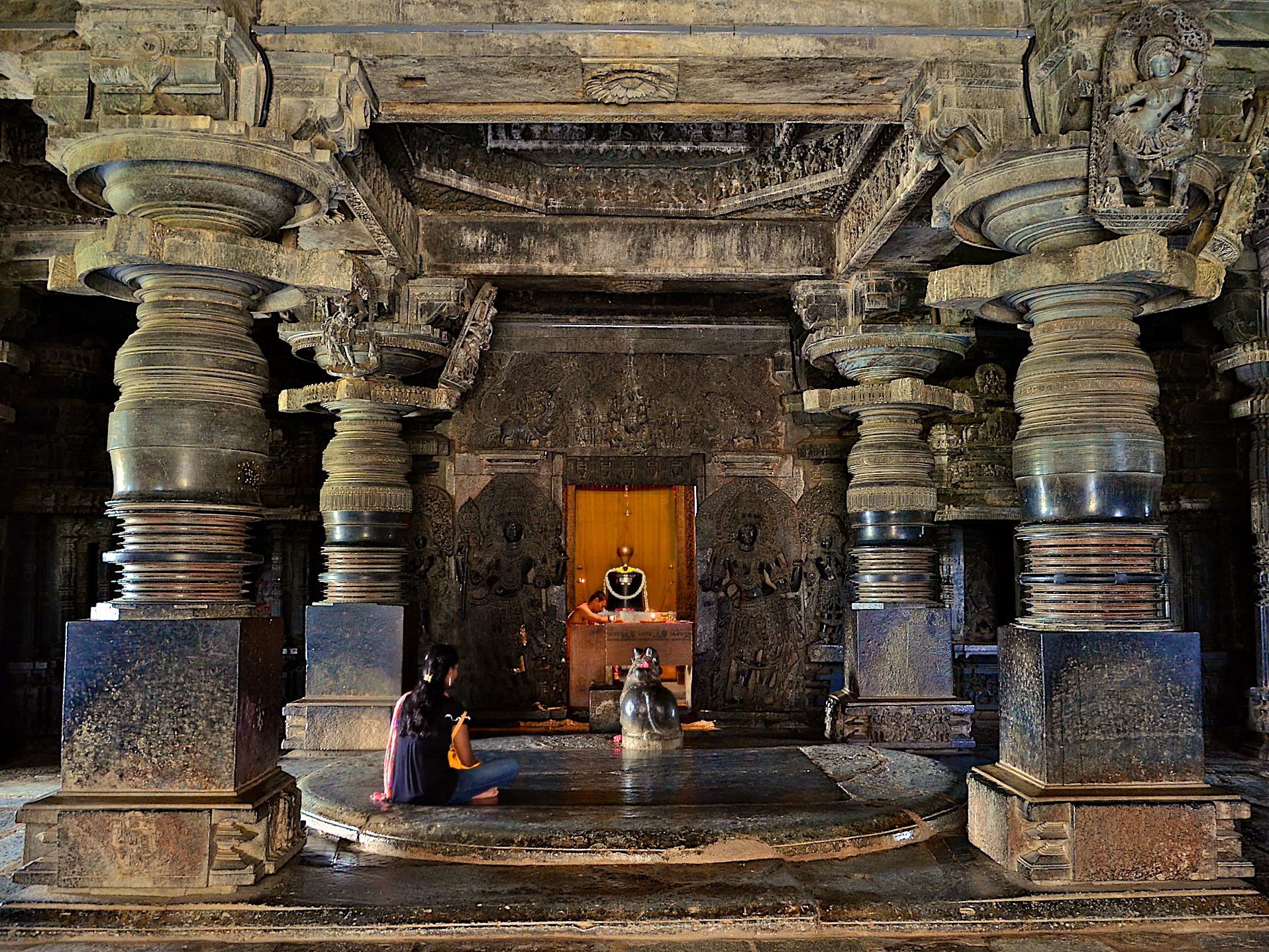
Hindu templombelső, Halebid
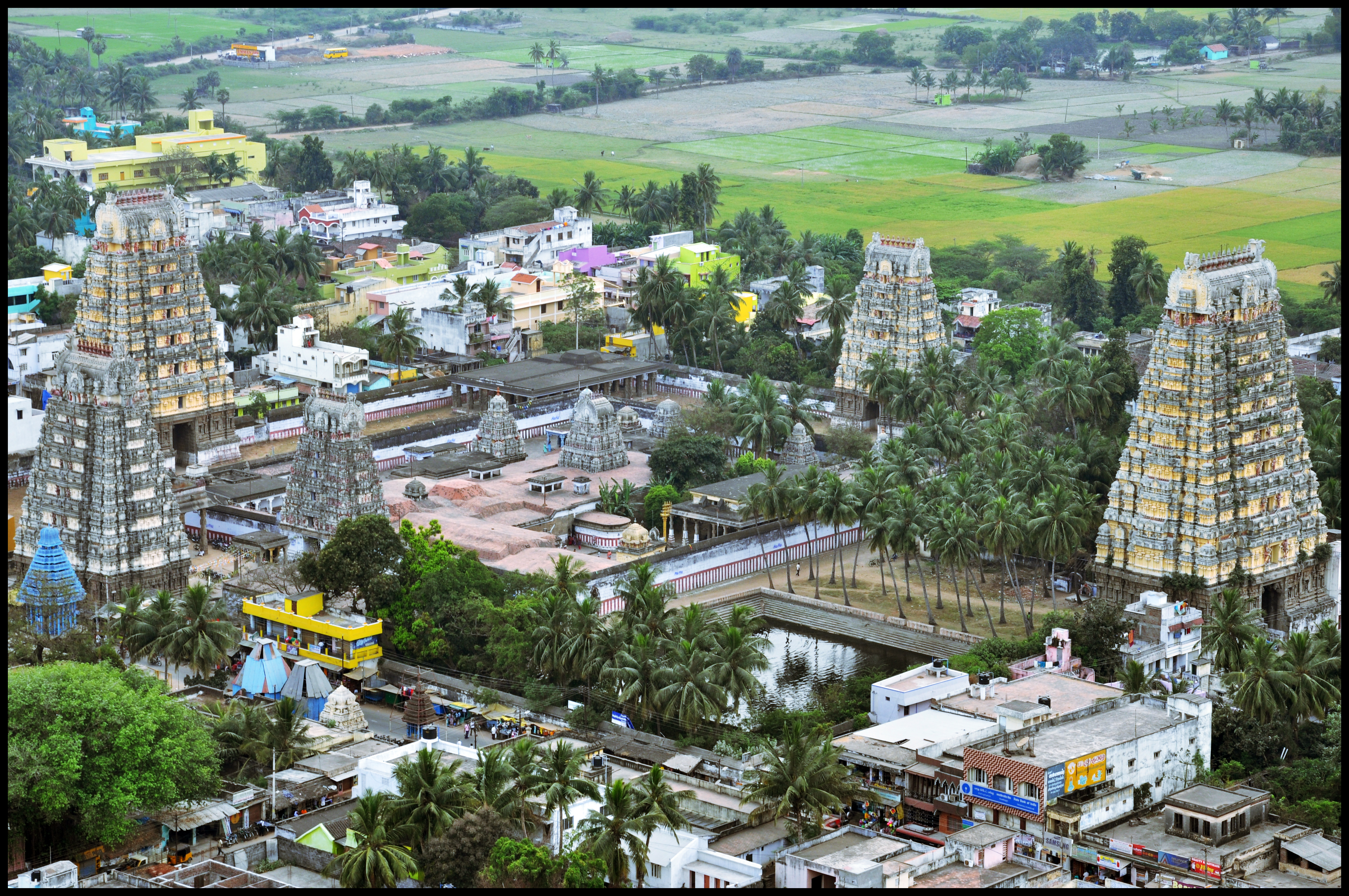
Dél-India egyik hindu templomkomplexuma
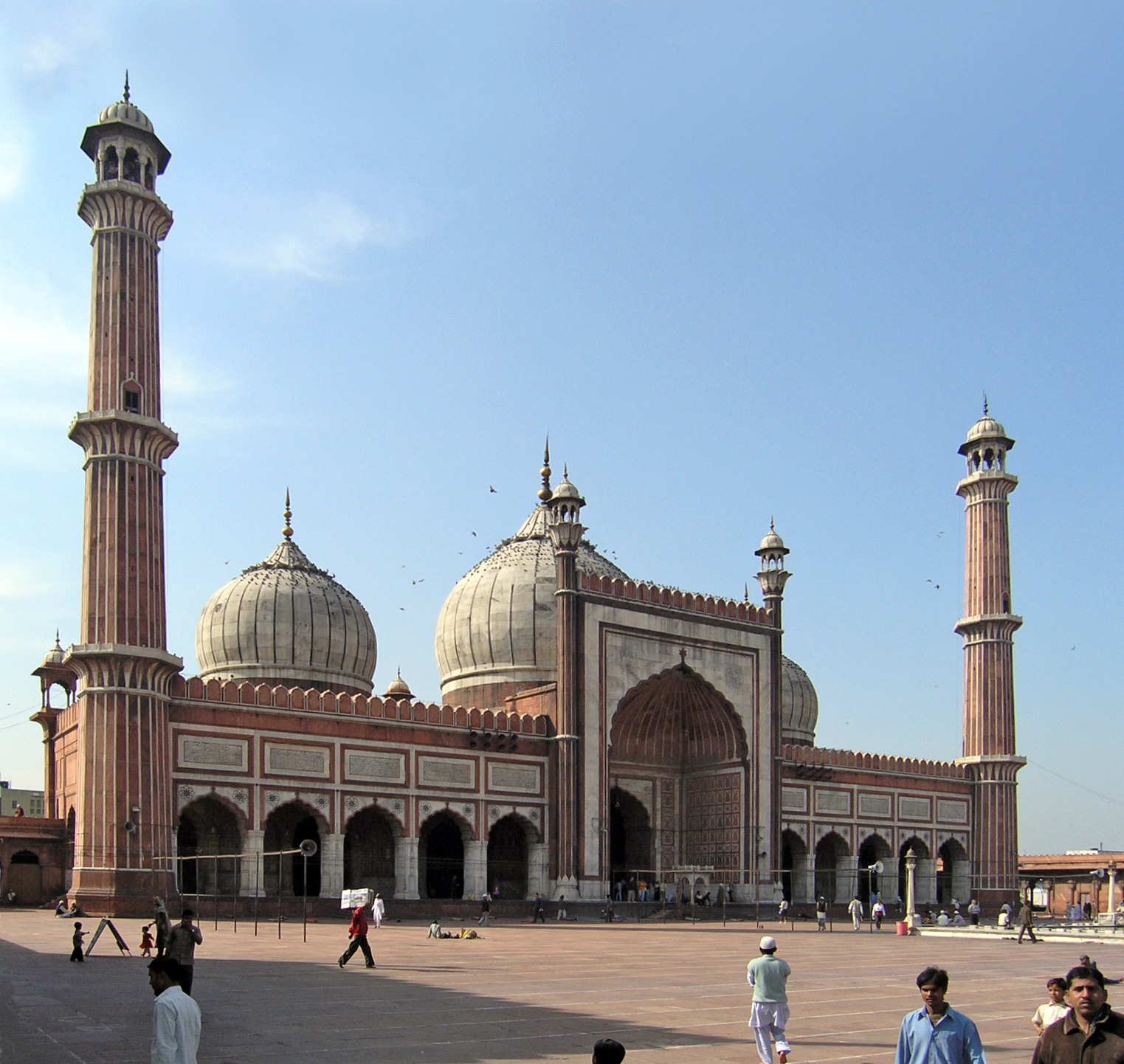
A Dzsáma Maszdzsid, a világ egyik legnagyobb mecsete Delhiben
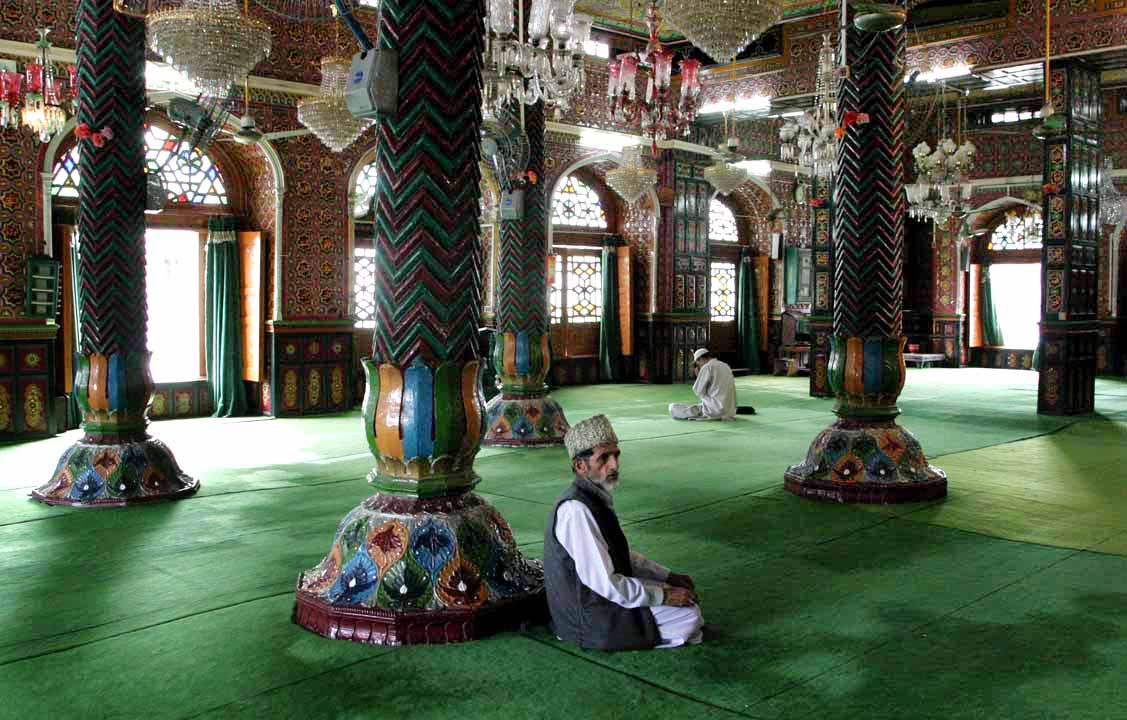
Muszlimok imádkoznak egy mecsetben Dzsammu és Kasmírban
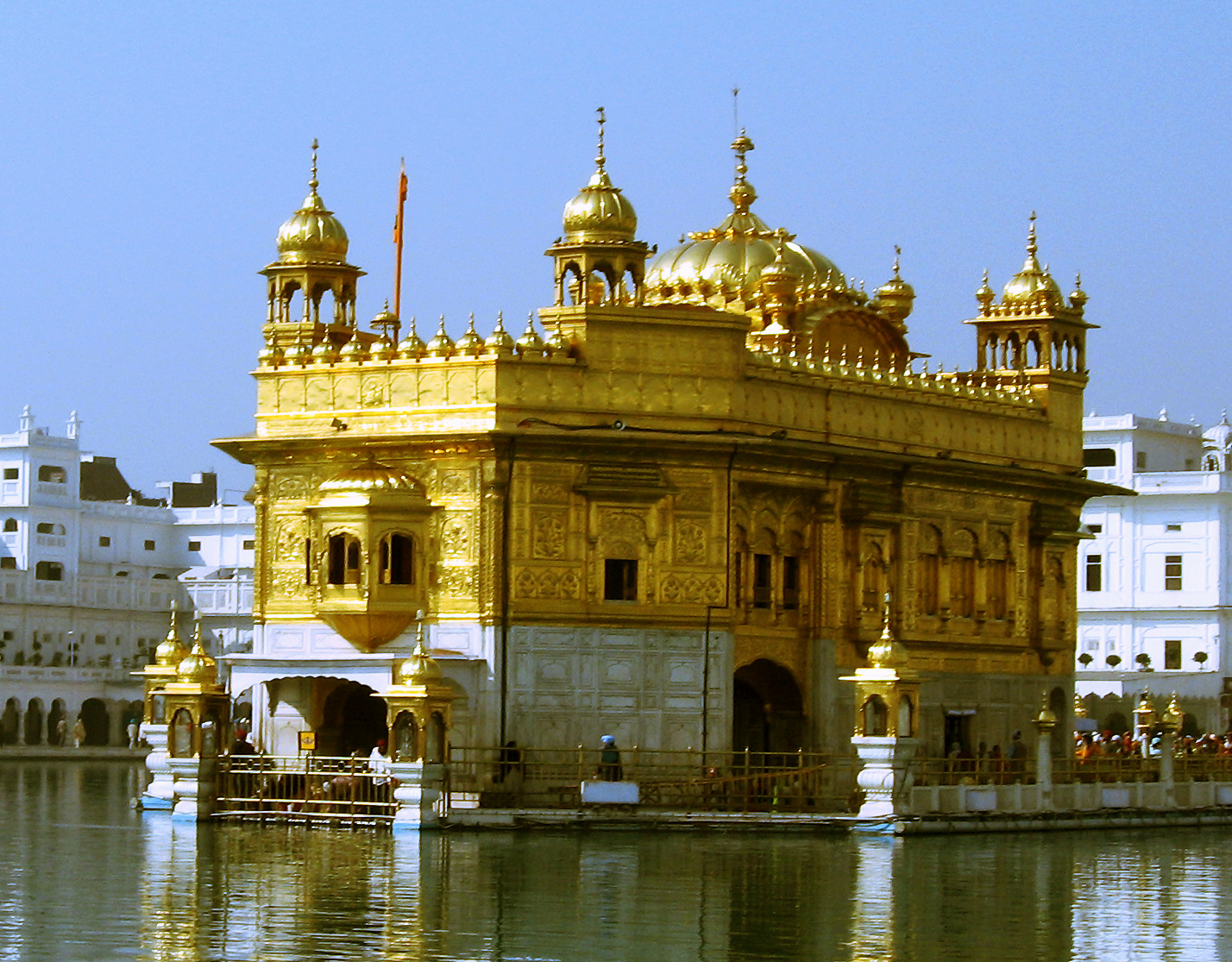
A szikh Aranytemplom Amritszárban
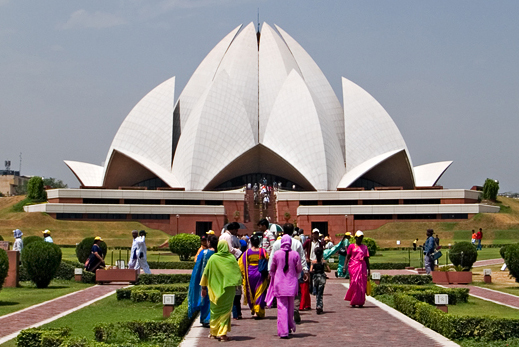
A híres bahái-imaház Delhiben
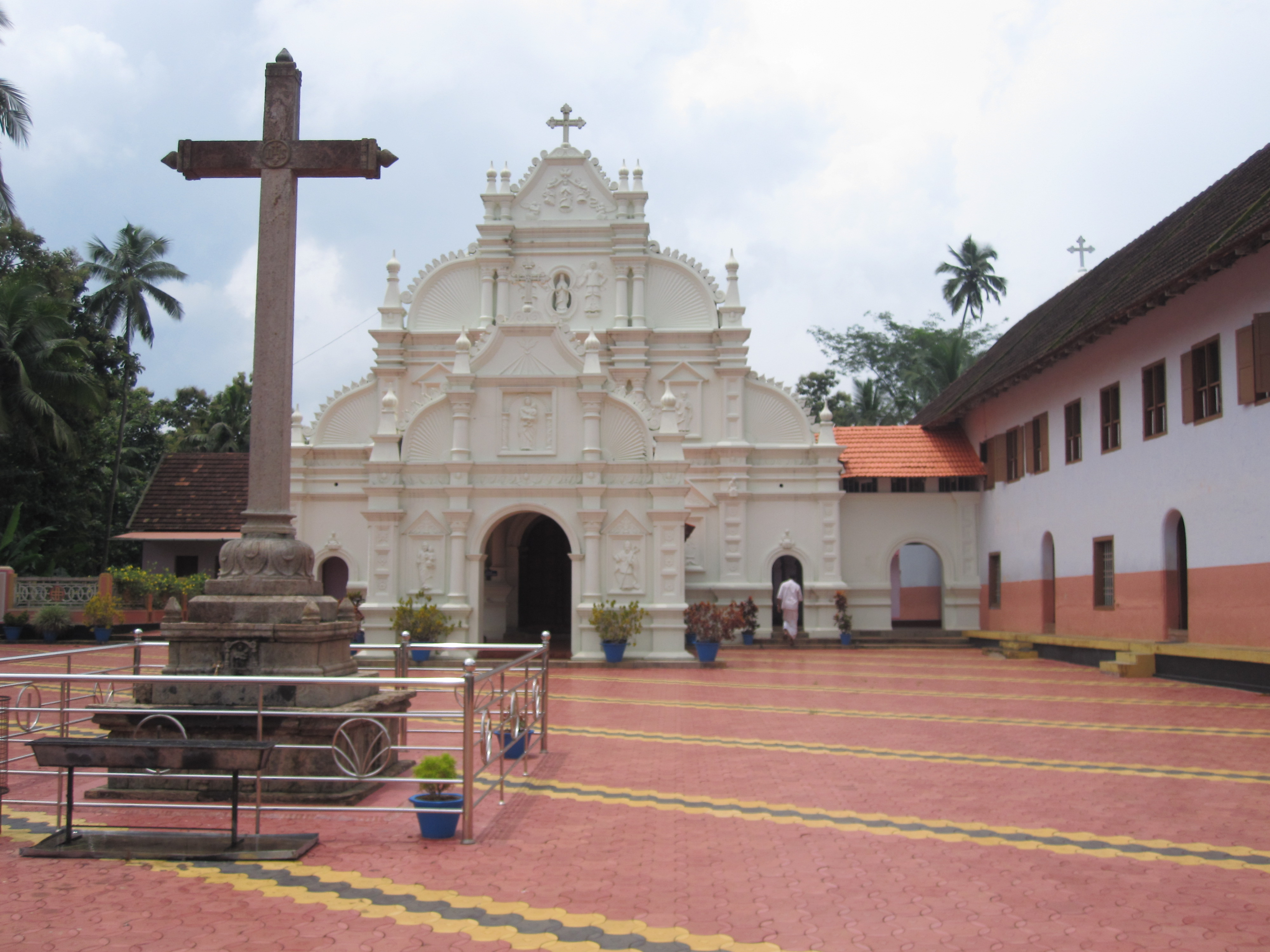
Szír-malabár katolikus templom Keralában
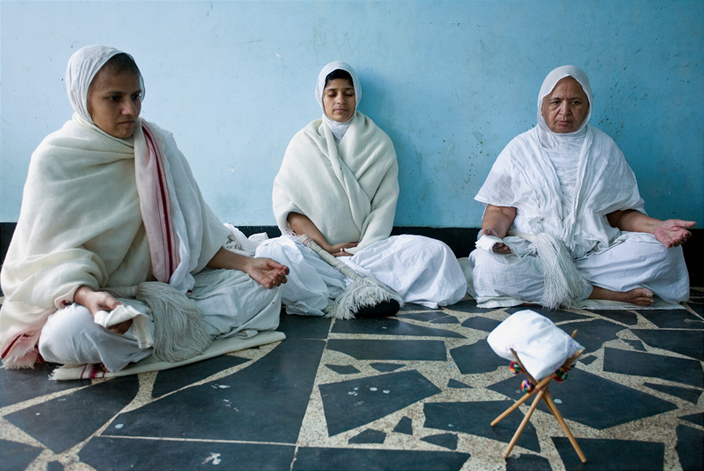
Dzsaina apácák meditálnak
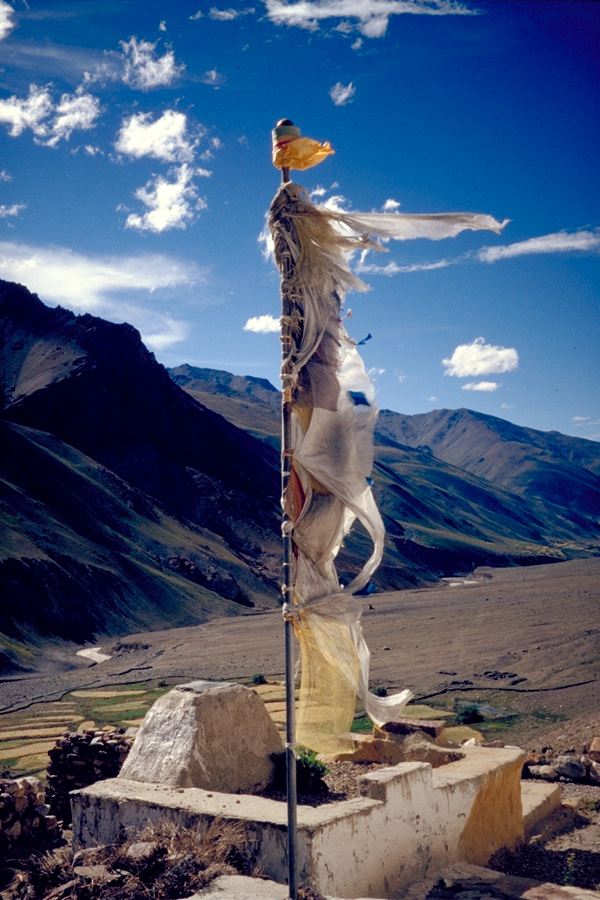
Buddhista imazászló a Himalájában

## Fordítás
Ez a szócikk részben vagy egészben  a   Religion in India című angol Wikipédia-szócikk fordításán alapul.  Az eredeti cikk szerkesztőit annak laptörténete sorolja fel. Ez a jelzés csupán a megfogalmazás eredetét és a szerzői jogokat jelzi, nem szolgál a cikkben szereplő információk forrásmegjelöléseként.